# Brachygrammatella aligarhensis
Brachygrammatella aligarhensis är en stekelart som beskrevs av Muhammad Sharif Khan 1976. Brachygrammatella aligarhensis ingår i släktet Brachygrammatella och familjen hårstrimsteklar. Inga underarter finns listade.